# 12-а СС танкова дивизия Хитлерюгенд
12-а СС танкова дивизия Хитлерюгенд е немска Вафен СС бронирана дивизия по време на Втората световна война. Описвана е като „трошаща“ дивизия, Хитлерюгенд е уникална, защото мнозинството от нейния младши състав е набиран от членове на Хитлерюгенд родени през 1926 г., докато старшите унтерофицери са ветерани от Източния фронт.